# Kalligramma haeckeli
Kalligramma haeckeli (лат.) — вид вымерших насекомых из ископаемого семейства Kalligrammatidae отряда сетчатокрылые. Описан по находкам из юрских Зольнхофенских известняков в Баварии (Германия) возрастом 150,8—145,0 миллионов лет назад. Размеры в мм: длина тела 70,0, длина переднего крыла 122,0, длина заднего крыла 110,0. Внешне напоминали современных дневных бабочек. Проксимальная часть интракубитального промежутка (между CuA и CuP) очень узкая, почти равна ширине медиокубитального промежутка (между CuA и MP).